# Moweaqua
Moweaqua is een plaats (village) in de Amerikaanse staat Illinois, en valt bestuurlijk gezien onder Christian County en Shelby County.

## Demografie
Bij de volkstelling in 2000 werd het aantal inwoners vastgesteld op 1923. In 2006 is het aantal inwoners door het United States Census Bureau geschat op 1852, een daling van 71 (-3,7%).

## Geografie
Volgens het United States Census Bureau beslaat de plaats een oppervlakte van 2,9 km², geheel bestaande uit land.

## Plaatsen in de nabije omgeving
De onderstaande figuur toont nabijgelegen plaatsen in een straal van 24 km rond Moweaqua.